# Luka Mrakovčić
Luka Mrakovčić, hrvatski reprezentativni rukometaš
Igrač Zameta.
S mladom reprezentacijom 2013. osvojio je srebro na svjetskom prvenstvu.